# Brama Południkowa

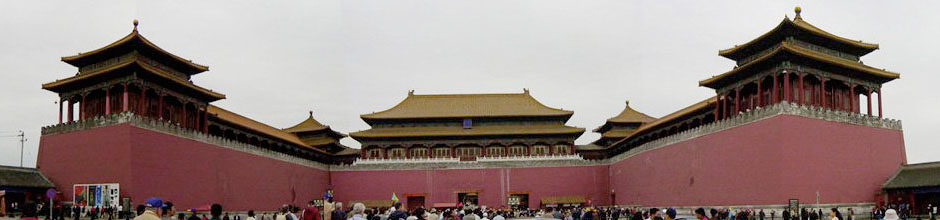
Brama Południkowa

Brama Południkowa (chiń. upr. 午门; chiń. trad. 午門; pinyin Wǔmén) – południowa i największa brama Zakazanego Miasta, stanowiąca główne doń wejście. Brama Południkowa znajduje się naprzeciwko Bramy Niebiańskiego Spokoju, z którą była dawniej połączona nieistniejącym już dziś warownym przejściem.
Brama posiada dwa skrzydła, zwieńczone pawilonami. Całą budowlę wieńczy łącznie pięć pawilonów, nazywanych Pawilonami Pięciu Feniksów (Wufenglou). Środkowe wejście do bramy było dawniej zastrzeżone jedynie dla cesarza, poddani musieli wchodzić wejściami bocznymi. Cesarz pojawiał się w centralnym pawilonie nad wejściem, odbierając meldunki od wojska i ogłaszając wprowadzenie nowego kalendarza.
Bramę Południkową wybudowano za czasów panowania cesarza Yongle w 1420 roku. Dwukrotnie była przebudowywana – w 1647 i 1801 roku.